# (535021) 2014 WL509
(535021) 2014 WL509 est un objet transneptunien faisant partie des cubewanos avec une diamètre est estimé à environ 270 km.